# 古塔-莫夫昌西卡
48°50′18″N 27°58′53″E / 48.83833°N 27.98139°E
古塔-莫夫昌西卡（烏克蘭語：Гута-Мовчанська），是烏克蘭的村落，位於該國西南部文尼察州，由日梅林卡區負責管轄，面積0.61平方公里，海拔高度294米，2001年人口108，人口密度每平方公里177.05人。